# Architecture Art déco en Belgique

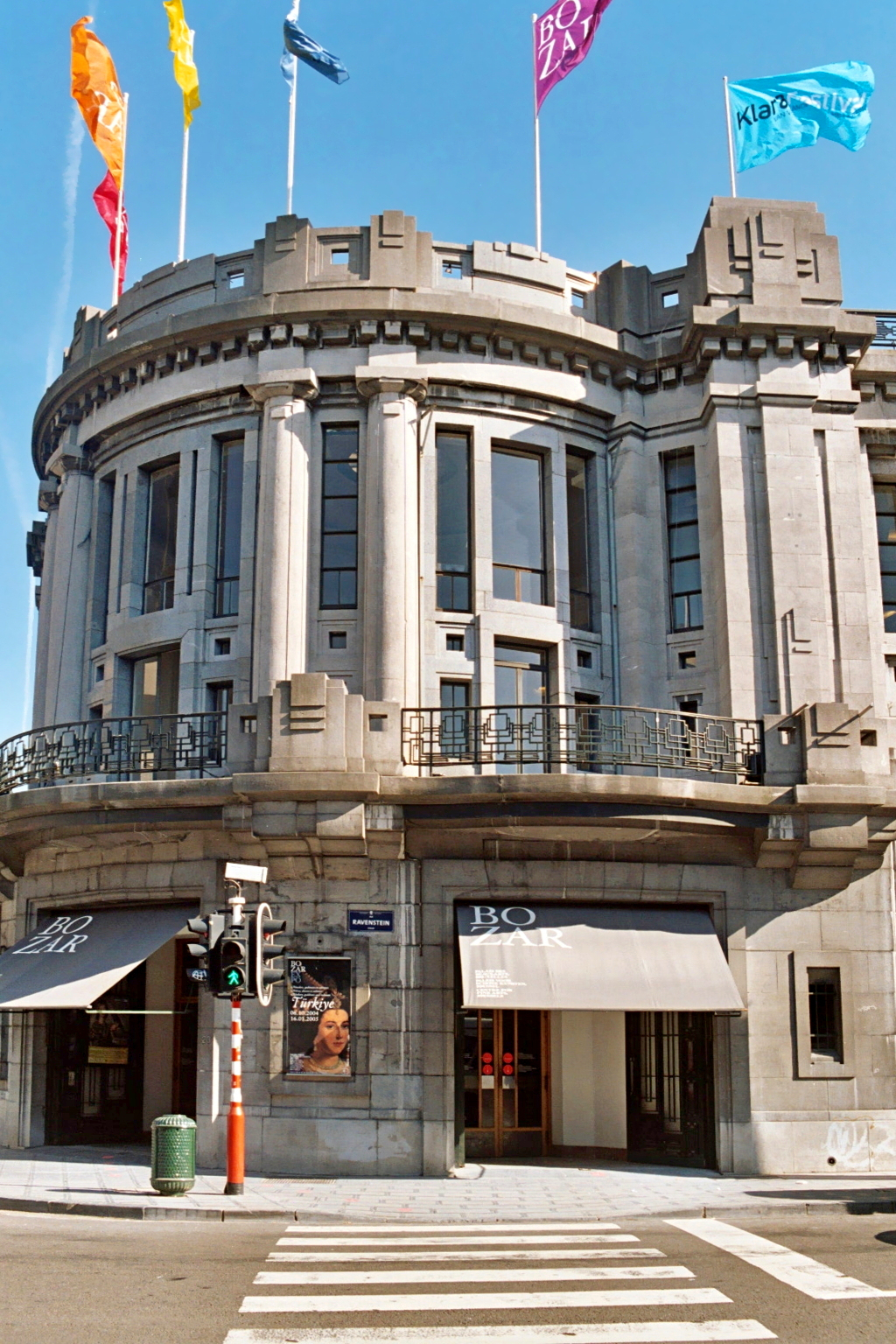
Palais des Beaux-Arts de Bruxelles.
Victor Horta (1922).

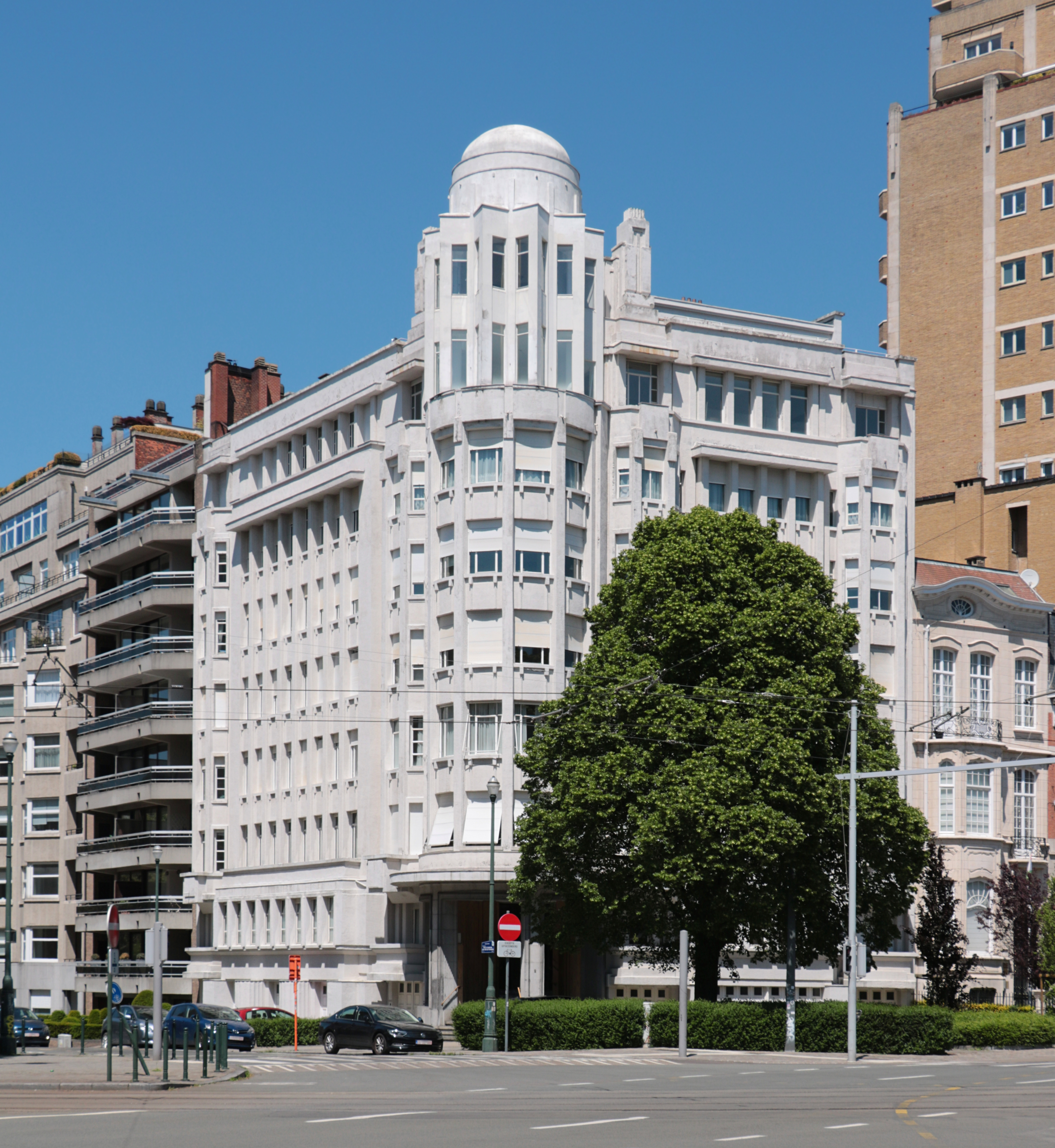
Palais de la Folle Chanson.
Antoine Courtens (1928).

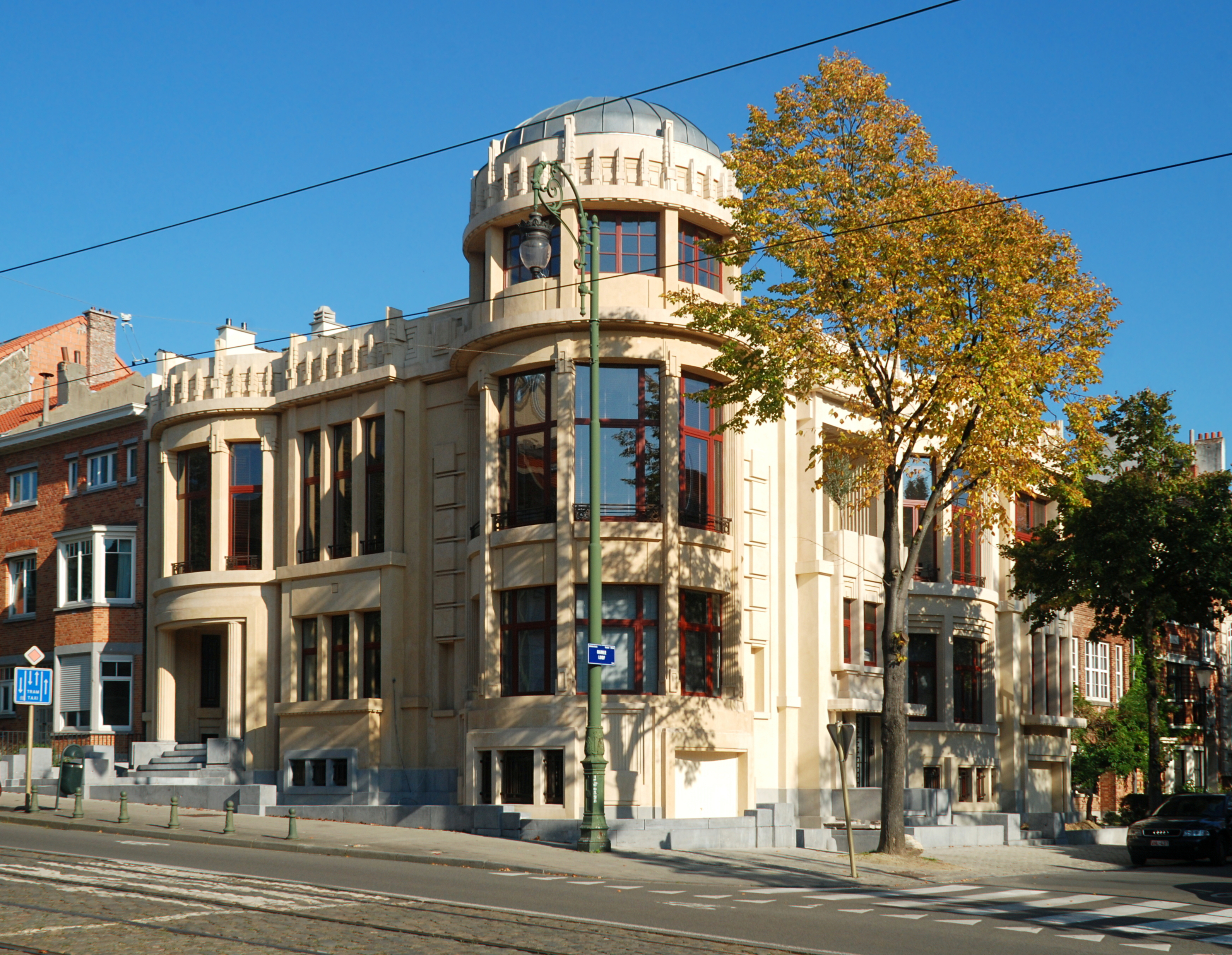
Hôtel Haerens.
Antoine Courtens (1928).

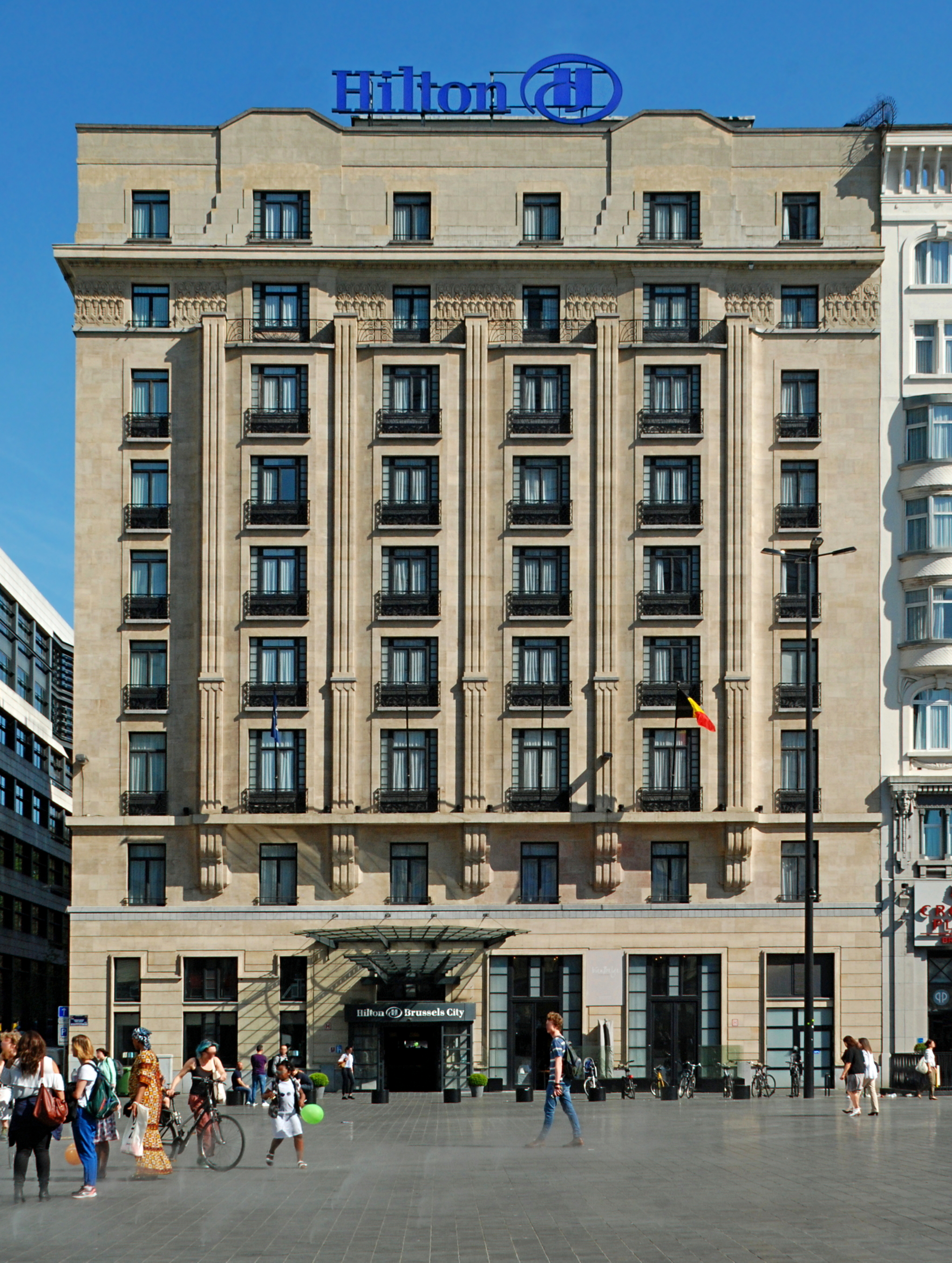
Hôtel Albert Ier.
Michel Polak (1928).

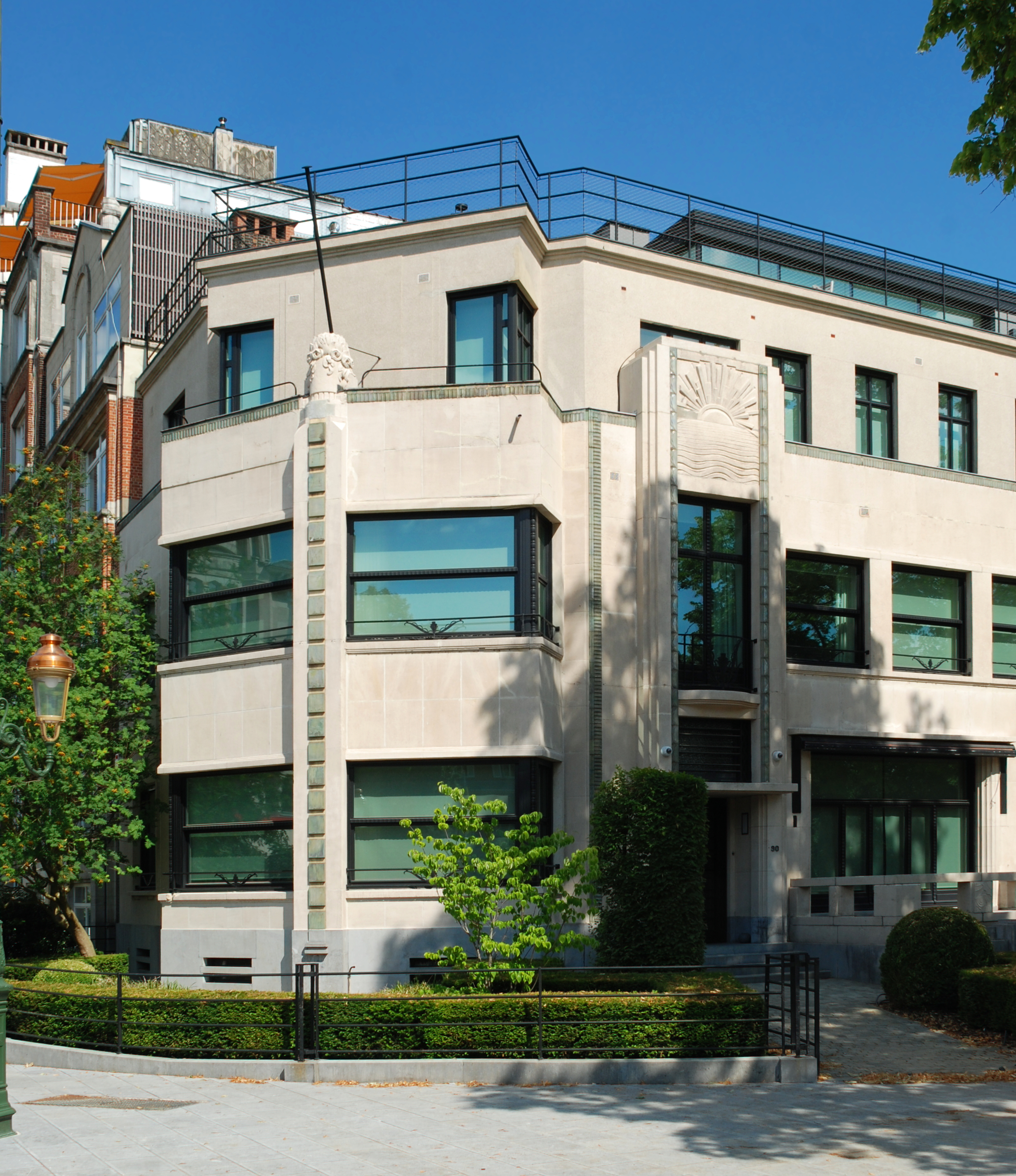
Hôtel Pieper.
Georges Dedoyard (1930-1932).

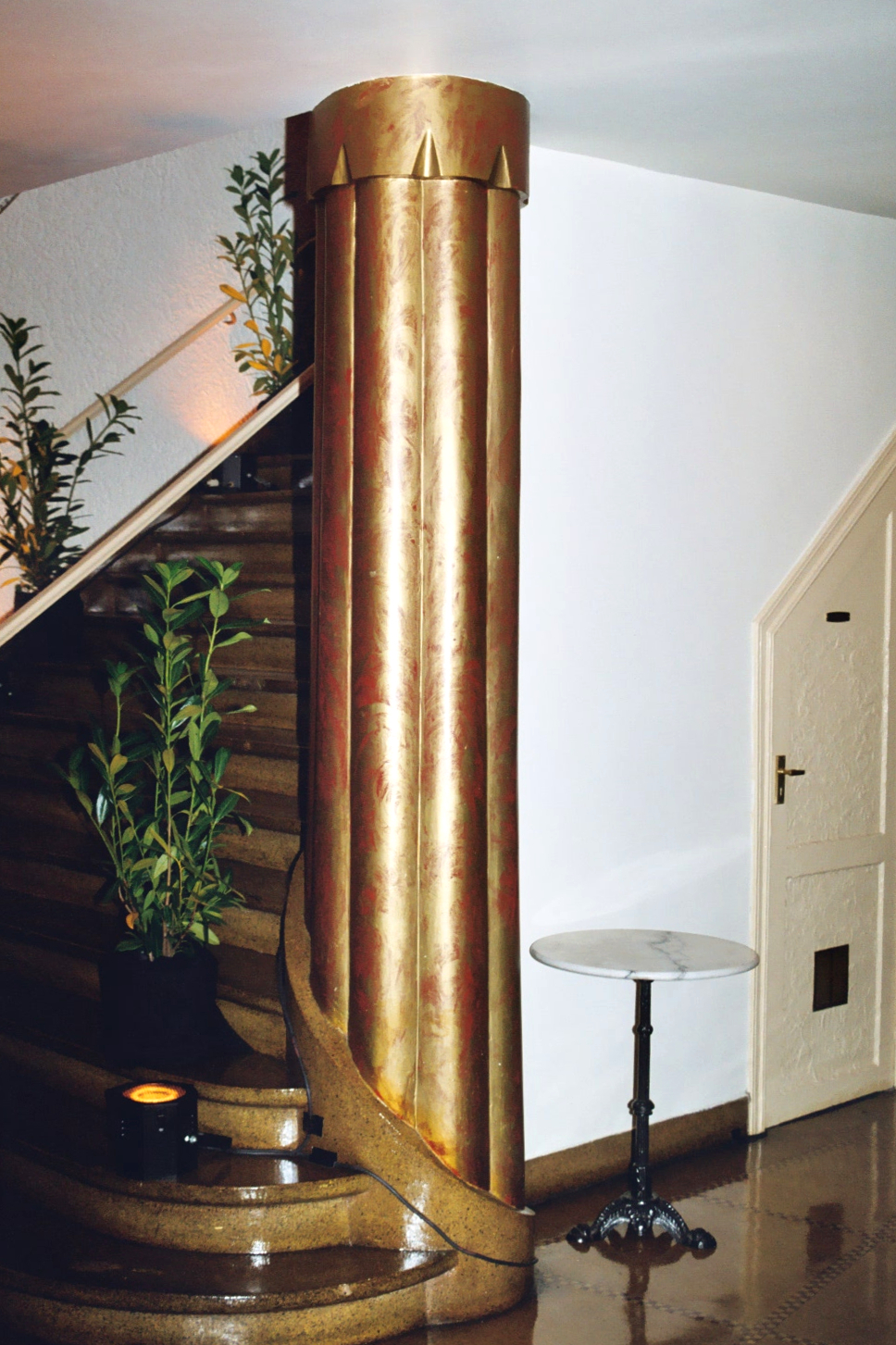
Complexe Albert Hall.
Arthur Meuleman (1932).

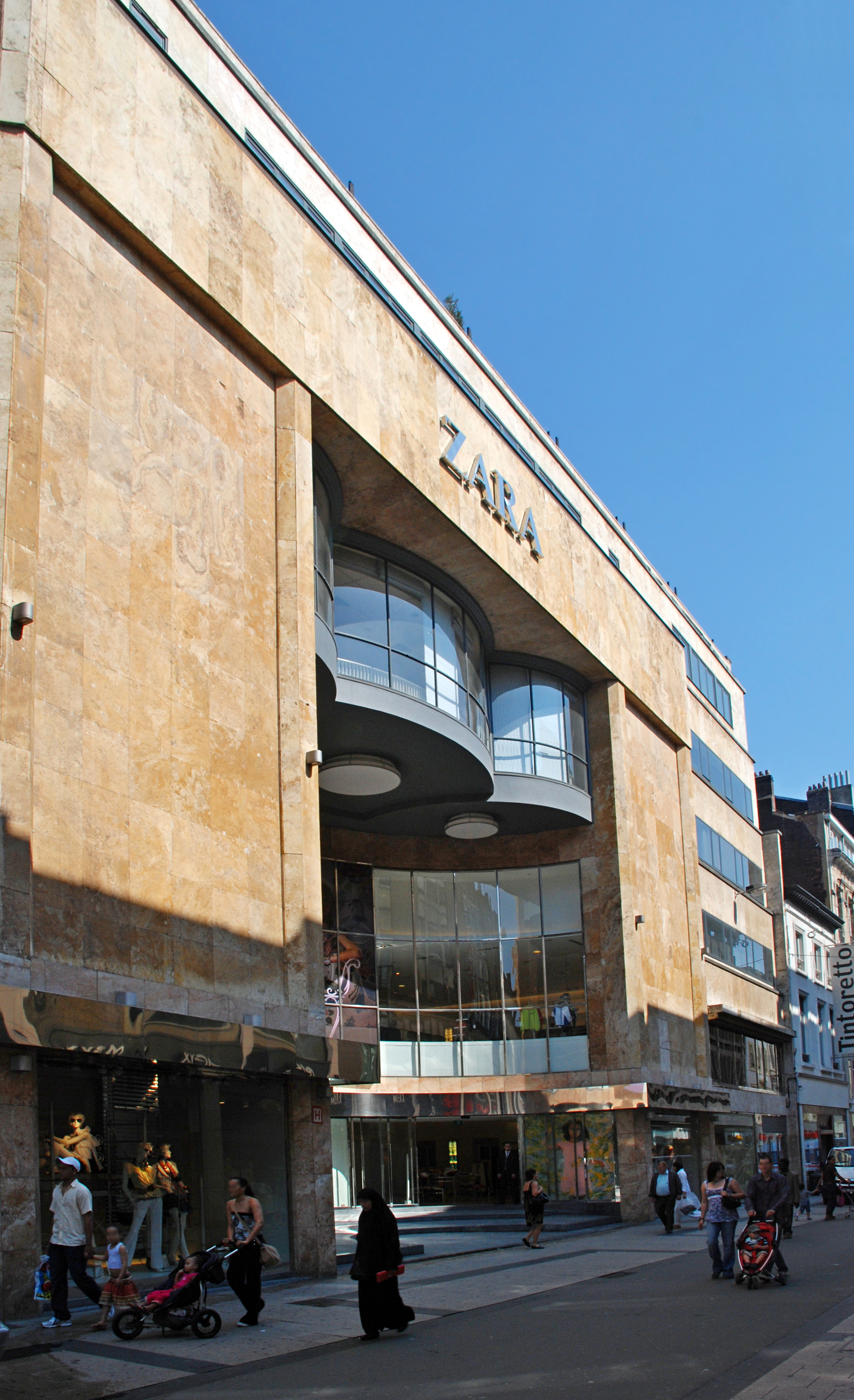
Cinéma Métropole.
Adrien Blomme (1932).

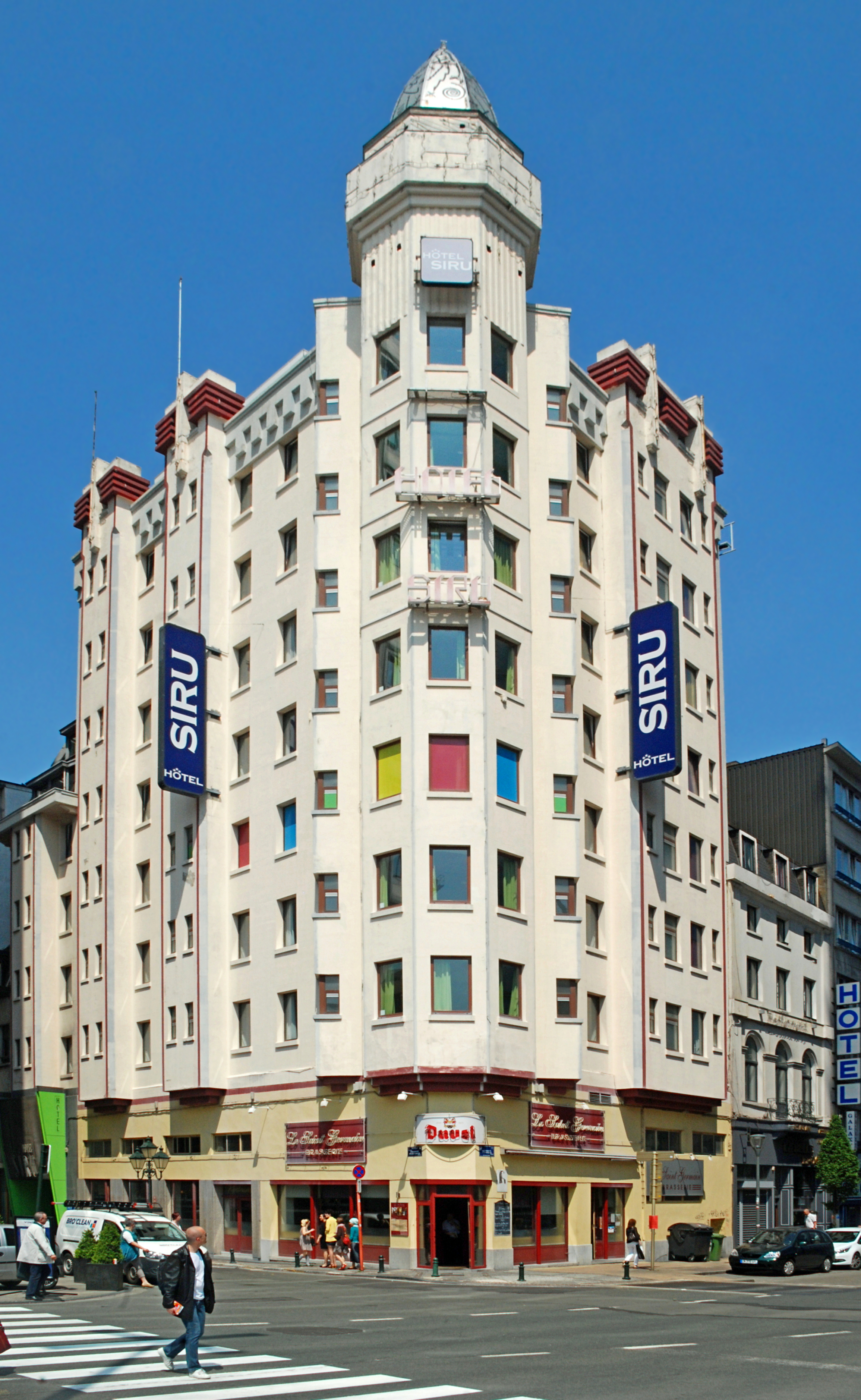
Hôtel Siru (Nord Hôtel).
Marcel Chabot (1932).

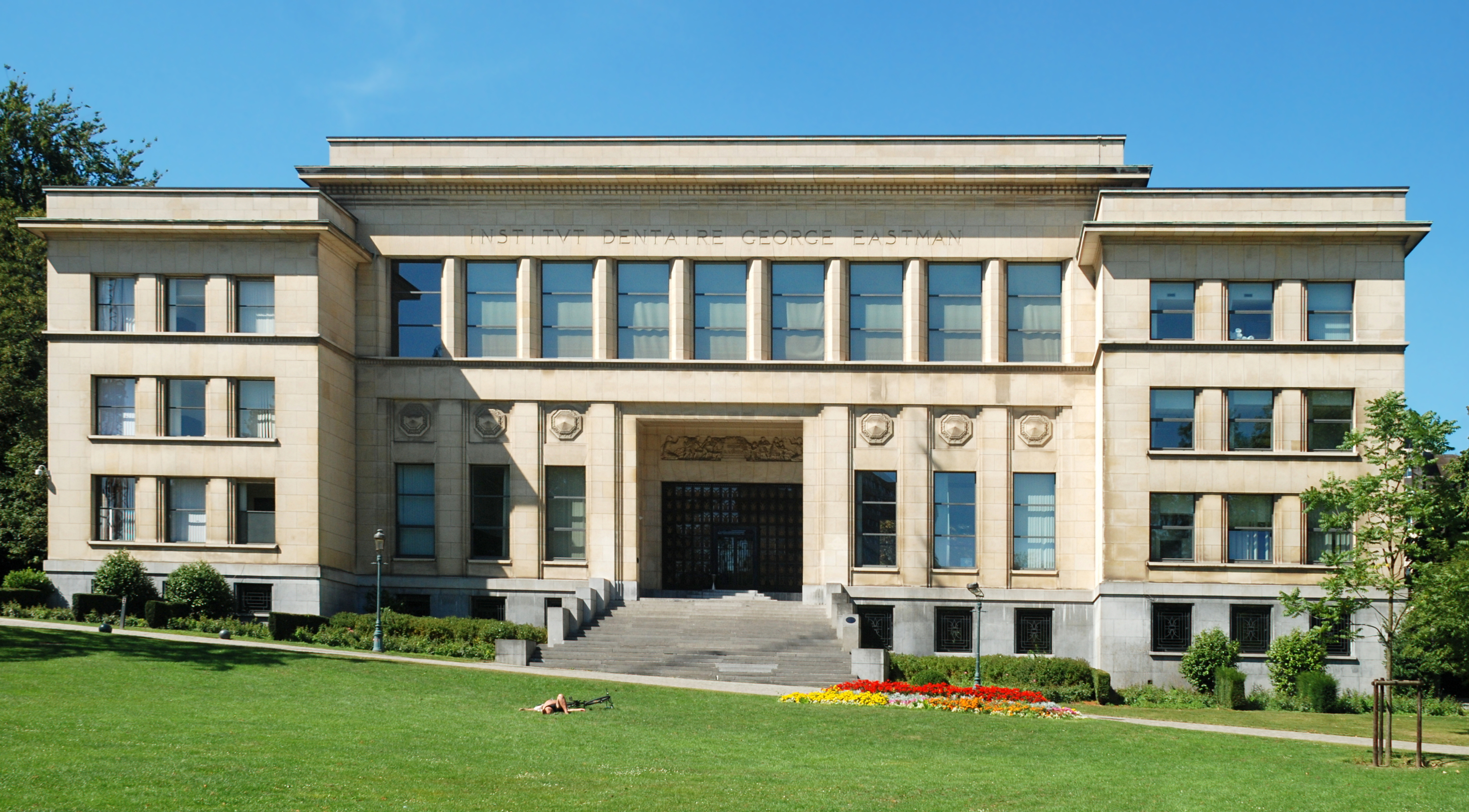
Institut dentaire George Eastman.
Michel Polak (1934).

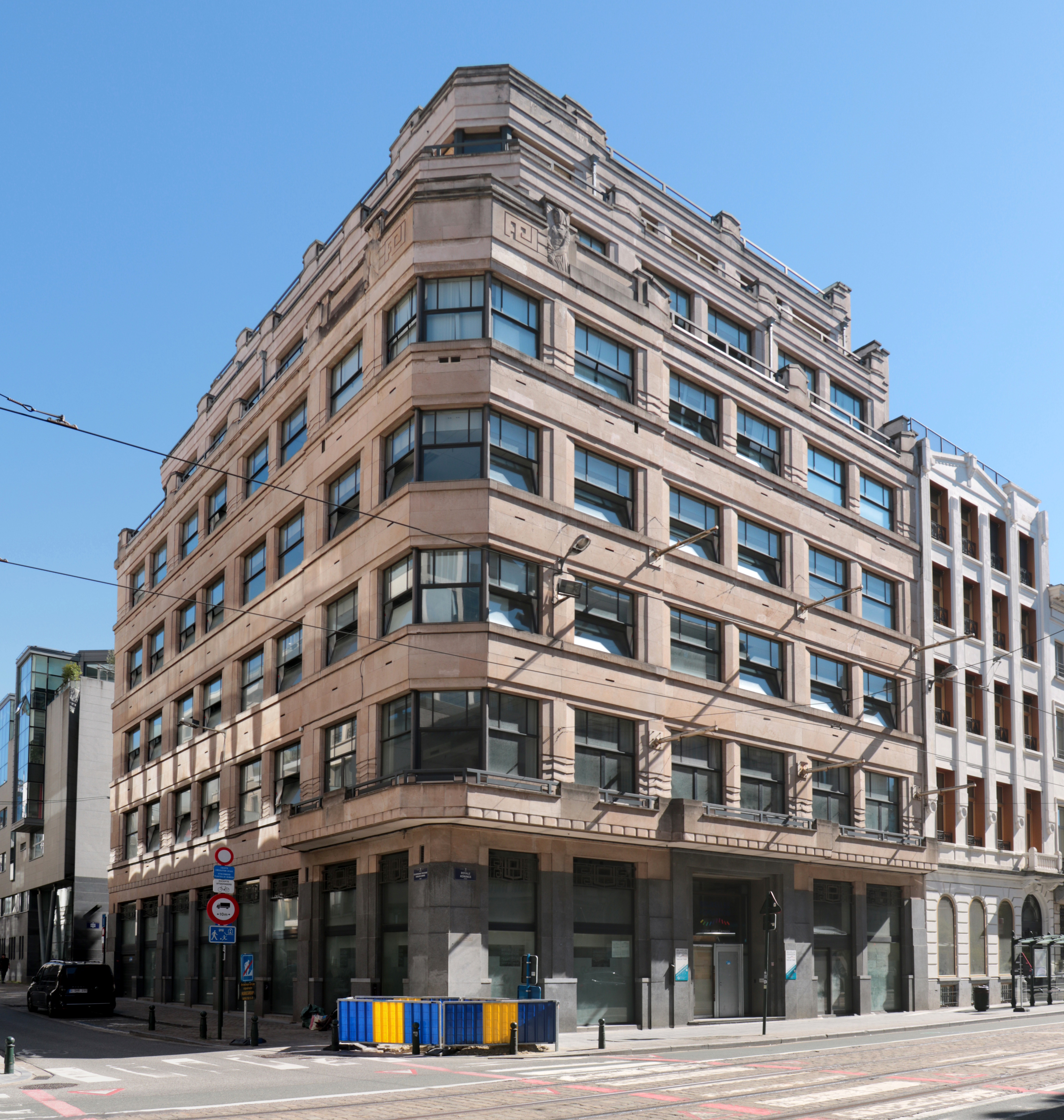
Immeuble Union et Prévoyance.
Joseph Purnelle (1935).

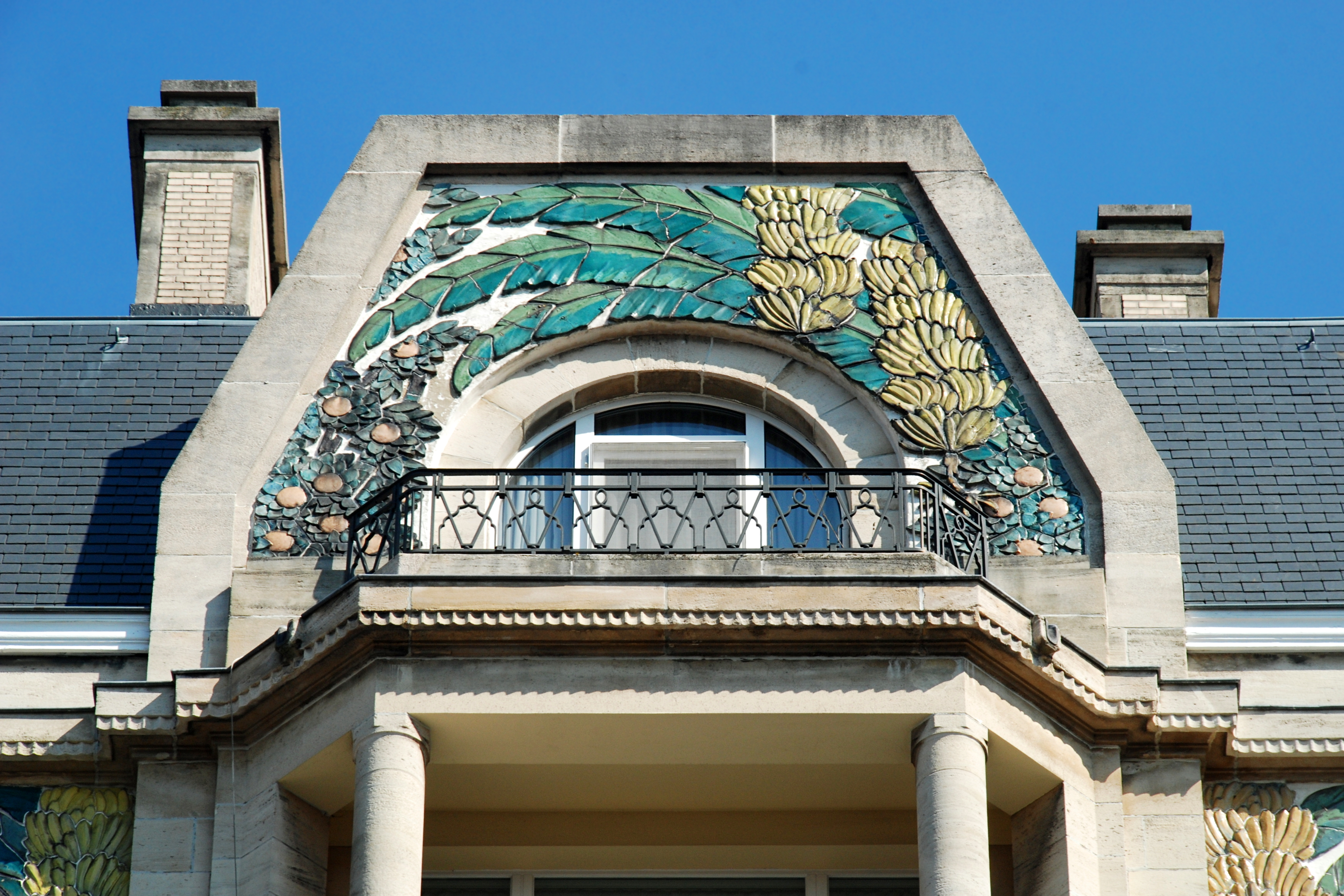
Eugène Dhuicque : rue Dansaert 79.

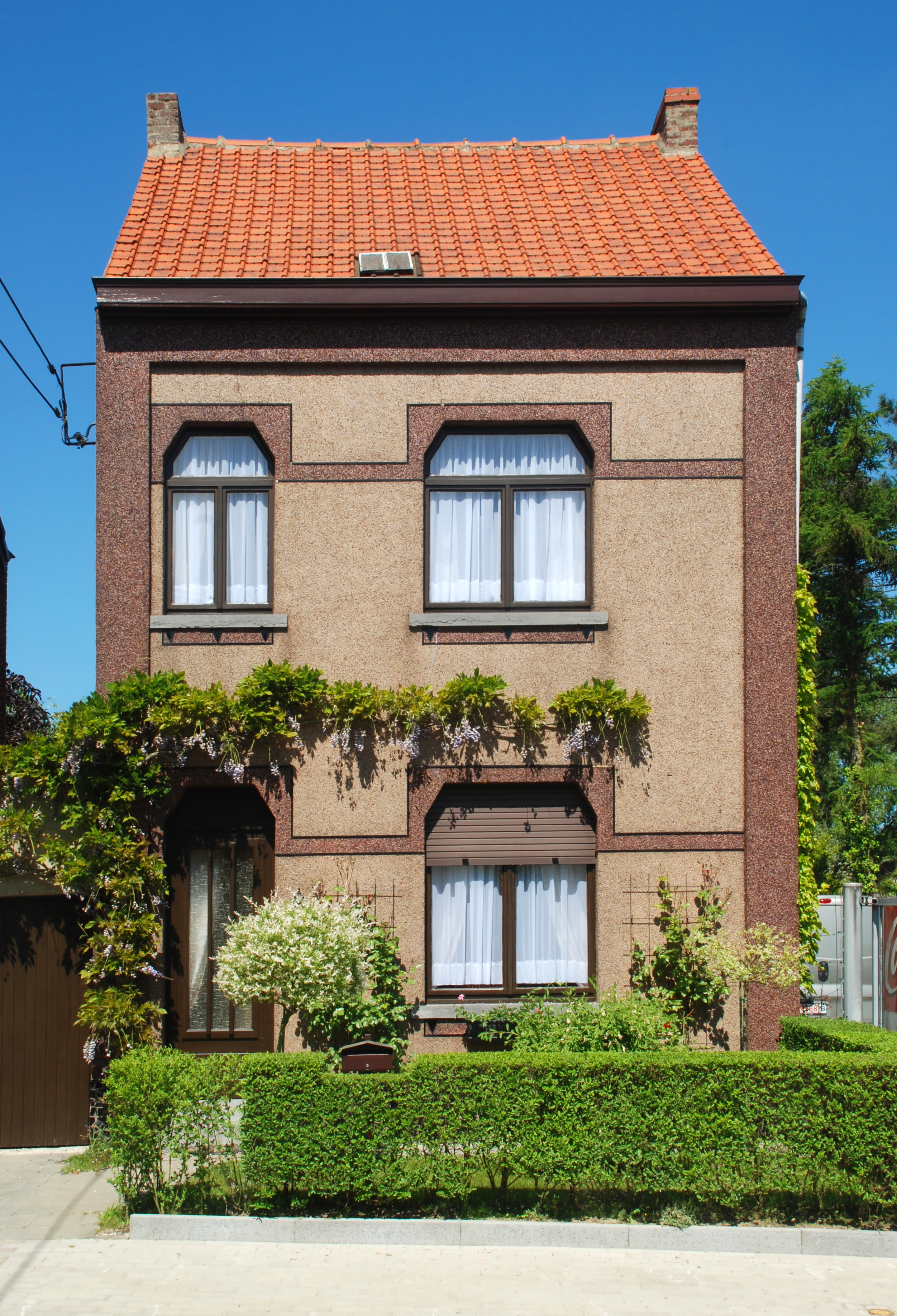
Façade en cimorné ("ciment orné") à Ottignies.

L'Art déco apparaît en Belgique immédiatement après la Première Guerre mondiale lorsque Victor Horta entame en 1919 la conception du Palais des Beaux-Arts de Bruxelles.

## Origines de l'Art déco en Belgique
Au sortir de la Première Guerre mondiale, l'Art nouveau s'efface pour laisser la place aux styles architecturaux qui marqueront l'entre-deux-guerres :
- le style Beaux-Arts, dénomination donnée en Belgique à l'ultime avatar de l'architecture éclectique
- l'Art déco
- le modernisme

En Belgique, l'Art déco résulte d'une double influence américaine et autrichienne :
- d'un côté, l'influence exercée par l'architecte américain Frank Lloyd Wright sur Victor Horta qui en visita les œuvres (comme le temple unitarien d'Oak Park) lors des deux années qu'il passa en exil aux États-Unis pendant la Première Guerre mondiale, de 1916 à 1918 ;
- de l'autre, l'influence exercée par Josef Hoffmann et la Sécession viennoise via le palais Stoclet :
  - d'une part sur certains architectes bruxellois adeptes de l'Art nouveau géométrique (tels Léon Sneyers, Jean-Baptiste Dewin et Camille Damman)
  - d'autre part sur la nouvelle génération d'architectes de l'après-guerre.

## Caractéristiques de l'Art déco en Belgique
- colonnes et pilastres inspirés de l'antique :
  - façade et intérieur du Palais des Beaux-Arts de Bruxelles (Victor Horta)
  - façade de la Brasserie du Parc, Oostende (Joseph Van der Banck)
  - porche et salon de l'Hôtel Haerens (Antoine Courtens)
  - façade du siège d'Électrorail (Antoine Courtens) et de « La Magnéto belge » (Léon Guiannotte)
  - grand hall de l'hôtel de ville de Charleroi (Joseph André et Jules Cézar)
- ornements en fer forgé martelé :
  - porte d'entrée et rampe d'escalier de l'hôtel Haerens (Antoine Courtens)
  - porte d'entrée et fenêtres du siège d'Électrorail (Antoine Courtens)
  - rampe d'escalier du « Palais de la Folle Chanson » (Antoine Courtens)
  - porte d'entrée de l'Institut dentaire George Eastman (Michel Polak)
  - rampes d'escalier et garde-fous du grand hall de l'hôtel de ville de Charleroi (Joseph André et Jules Cézar)…
- reliefs géométriques inspirés du répertoire ornemental de l'architecte américain Frank Lloyd Wright[1],[2] :
  - reliefs couronnant la façade du Palais des Beaux-Arts de Bruxelles (Victor Horta)
  - reliefs couronnant la façade et la rotonde d'angle de l'hôtel Haerens (Antoine Courtens)
  - reliefs ornant les façades de l'immeuble Union et Prévoyance construit par Joseph Purnelle rue Royale 93
  - reliefs surmontant les pilastres de « La Magnéto belge » (Léon Guiannotte)…
- rotonde d'angle coiffée d'un dôme :
  - Palais des Beaux-Arts de Bruxelles (Victor Horta)
  - Hôtel Haerens (Antoine Courtens)
  - « Palais de la Folle Chanson » (Antoine Courtens)…
- bas-reliefs, frises et moulures dorées :
  - bas-reliefs aux motifs africains de la grande salle du cinéma Eldorado (Marcel Chabot)
  - frises et moulures dorées du grand hall de l'hôtel de ville de Charleroi (Joseph André et Jules Cézar)
  - plafonds de la Brasserie du Parc, Ostende (Joseph Van der Banck et Fres De Coene)
  - Dancing Roseland (Arthur Meuleman)
- marbres :
  - intérieur de la Brasserie du Parc, Ostende (Joseph Van der Banck)
  - façade du cinéma Métropole (Adrien Blomme)
  - hall d'entrée du « Palais de la Folle Chanson » (Antoine Courtens)
  - grand hall de l'hôtel de ville de Charleroi (Joseph André et Jules Cézar)
  - Hall d'entrée du Musée & Jardins van Buuren (Léon Govaerts et Alexis Van Vaerenbergh)
- parement de marbrite d'après le procédé d'Arthur Brancart (Verreries de Fauquez) :
  - façade de la Brasserie du Parc, Ostende (Joseph Van der Banck)
  - hall d'entrée du CPAS de la ville de Bruxelles (Jean-Baptiste Dewin)
  - rue de Russie 9 à Saint-Gilles (Adrien Blomme)
- façades en cimorné :
  - essentiellement en milieu rural
- vitraux
  - façade et intérieur de la Brasserie du Parc, Ostende (Joseph Van der Banck)
  - façade et intérieur du Musée & Jardins van Buuren (Léon Govaerts et Alexis Van Vaerenbergh)
- typographie :
  - façade et intérieur de la Brasserie du Parc, Ostende (Joseph Van der Banck et Fres De Coene)
- lampes :
  - intérieur de la Brasserie du Parc, Ostende (Joseph Van der Banck et Fres De Coene)

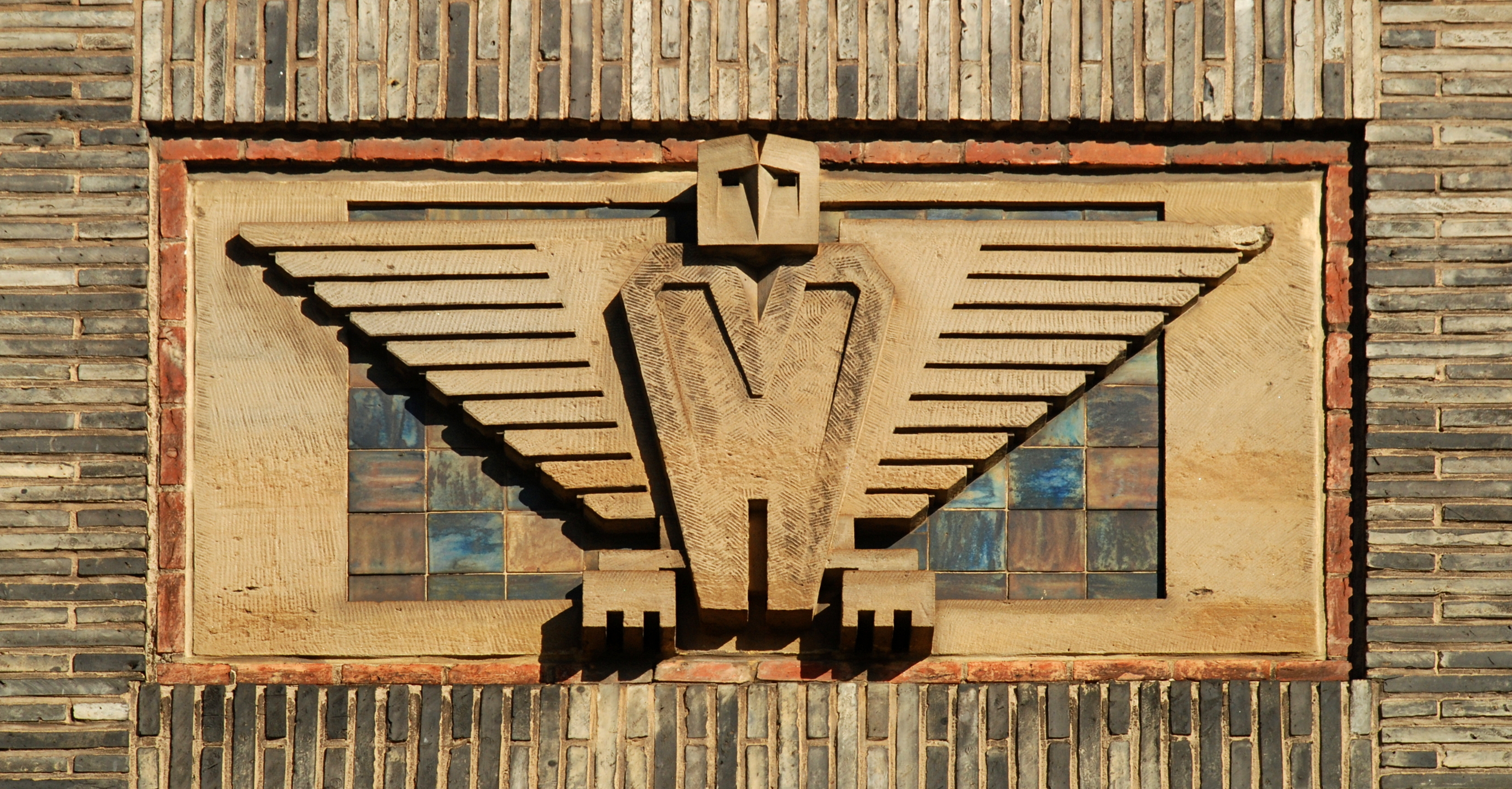
Maison personnelle de l'architecte Jean Hendrickx (1923).
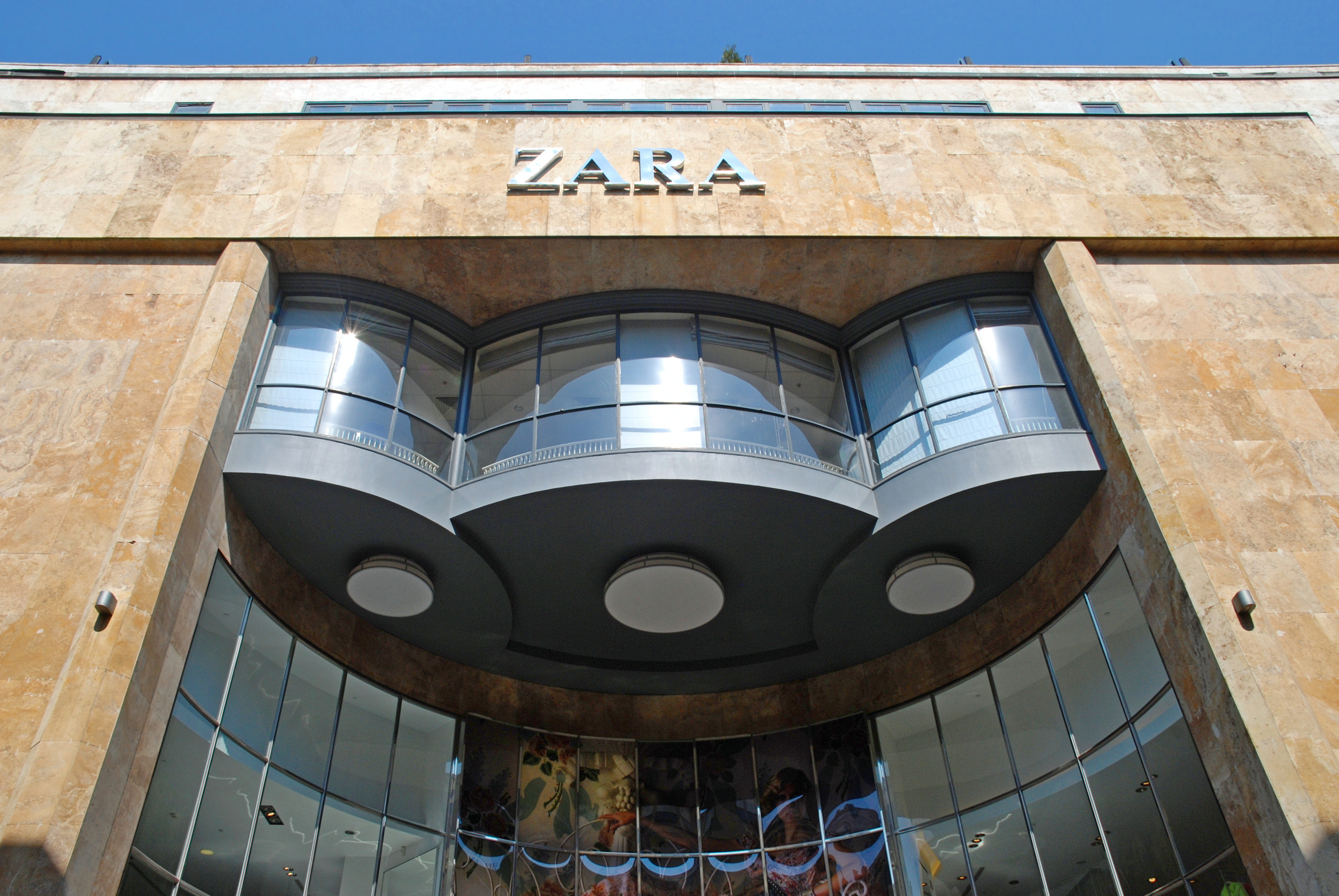
La triple verrière convexe du Cinéma Métropole (Adrien Blomme, 1930-1932).
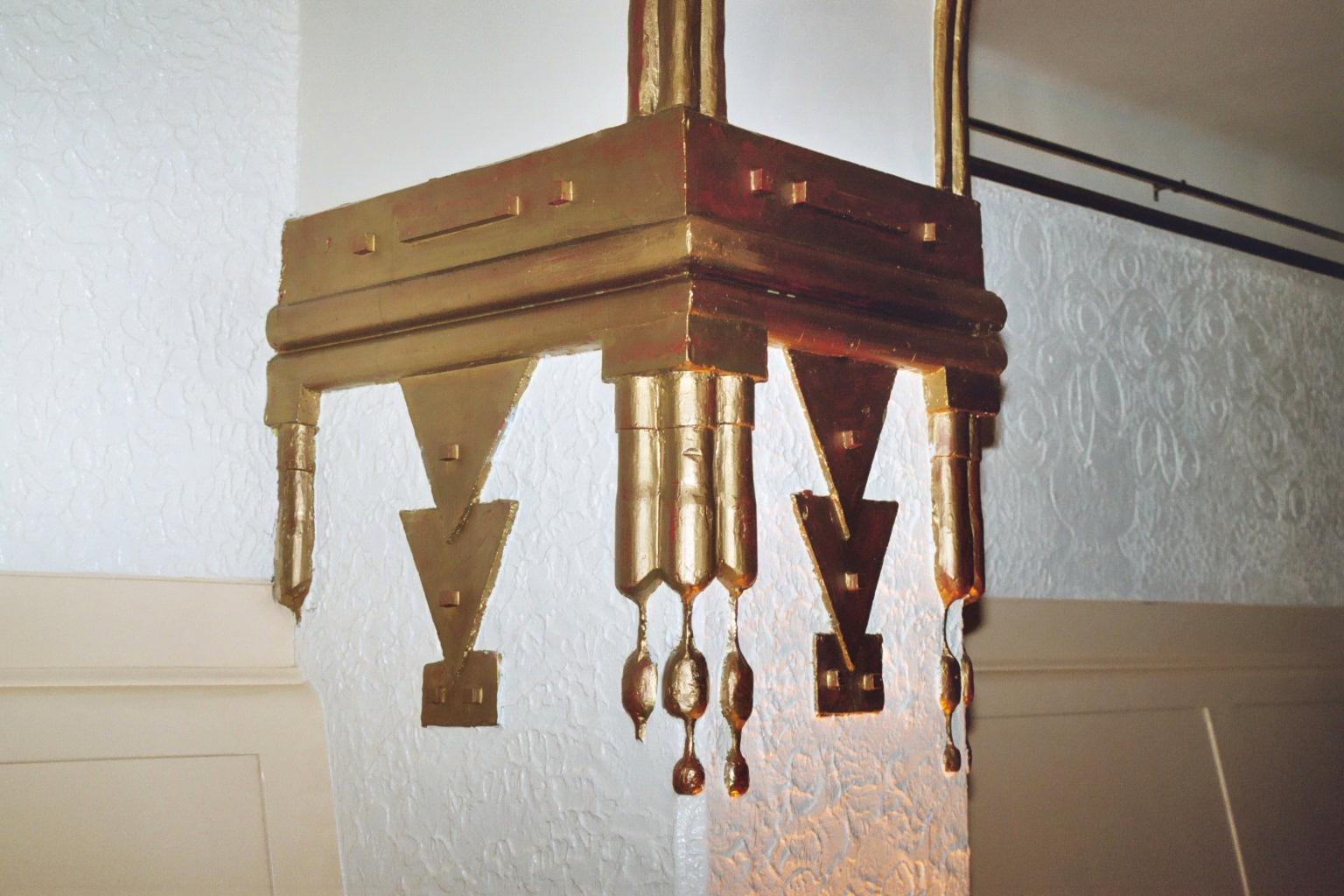
Stucs dorés de la salle de bal Roseland. Arthur Meuleman (1932).

## Architectes Art déco belges
Nous renvoyons aux articles détaillés pour les sources et références.

### Architectes Art déco de Bruxelles
Voici la liste des architectes adeptes de l'Art déco à Bruxelles, classés en fonction du début de leur production Art déco.
Les architectes issus de l'Art nouveau sont marqués d'un astérisque.
- 1919 Victor Horta *
- 1920 Léon Sneyers *
- 1920 Joseph Purnelle *
- 1922 Jean-Baptiste Dewin *
- 1922 Camille Damman *
- 1922 Michel Polak
- 1922 Albert Callewaert
- 1922 François Van Meulecom
- 1924 Léon Emmanuel Govaerts
- 1924 Marcel Chabot
- 1925 Albert Van huffel
- 1925 Victor Dirickx
- 1925 Adolphe Staatje
- 1926 Fernand Lefever *
- 1926 Henry Lacoste
- 1926 Gaston Ide
- 1927 Adrien Blomme
- 1927 Eugène Dhuicque
- 1927 André Mineur
- 1928 Antoine Courtens
- 1928 Henri Wildenblanck
- 1928 Alexis Dumont
- 1928 Léon Govaerts et Alexis van Vaerenbergh
- 1929 Antoine Varlet
- 1930 Léon Guiannotte
- 1930 Stanislas Jasinski
- 1931 Emiel Van Averbeke *
- 1932 Arthur Meuleman
- 1932 J. Vermeersch
- 1933 Bytebier & Schaessens
- 1933 A. Warny
- 1934 Wilhelm Vermeiren
- 1935 G. Bossuyt
- 1938 Achille Michel
- 1938 Jean-Florian Collin

### Architectes Art déco de Flandre
- 1923 Geo (Georges) Henderick * (Gent, Gand)
- 1925 Robert Soebert (Sint-Niklaas, Saint-Nicolas)
- 1925 Maurice Demeester (Brugge, Bruges)
- 1930 Joseph Van der Banck (Oostende, Ostende)
- 1933 Édouard Mispelters (Brasserie Mena à Rotselaar)

### Architectes Art déco de Wallonie
- 1925 Édouard Frankinet (Dinant et Namur)
- 1929 Vleugel (Mons) : Mundaneum
- 1930 Georges Dedoyard : architecte liégeois ayant construit l'Hôtel Pieper à Bruxelles
- 1930 Joseph André (Charleroi) : hôtel de ville, beffroi
- 1930 Jules Cézar (Charleroi) : hôtel de ville
- 1931 Léopold Thomé (Namur)
- 1934 Albert Ghesquière (Namur); église du Sacré-Cœur

## Réalisations Art déco des architectes Art nouveau
- Victor Horta :
  - 1919-1928 : Palais des Beaux-Arts de Bruxelles, rue Ravenstein (commande en 1919, travaux de 1922 à 1928)
- Léon Sneyers :
  - 1920 : avenue Churchill, 187
  - 1923 : Maison personnelle de Léon Sneyers, avenue de l'Échevinage no 21
- Joseph Purnelle :
  - 1920 : rue Théodore Verhagen, 22
  - 1930 : rue des Fortifications, 9
  - 1935 : Immeuble Union et Prévoyance, rue Royale 93
- Jean-Baptiste Dewin : 
  - 1922 : avenue Molière, 269 (portail aux hiboux)
  - 1926 : Institut médico-chirurgical de la Croix-Rouge (et École d'infirmières Edith Cavell), à l'angle de la place G. Brugmann et de la rue J. Stallaert
  - 1926 : Mémorial au Dr Depage, par le sculpteur G. Devreese et JB Dewin (devant le bâtiment ci-dessus)
  - 1927 : boulevard du Jubilé, 86-88 et rue Hollevoet, 1 à 5
  - 1927-1928 : rue Montjoie, 241
  - 1926-1932 : nouvel hôpital Saint-Pierre à Bruxelles, rue Haute no 322
  - 1932 : maternité de l'hôpital d'Ixelles, rue Léon Cuissez, 30
  - 1938 : Maison communale de Forest, rue du Curé
- Camille Damman : 
  - 1922-1923 : Palais de la Cambre, avenue Émile Duray, 62-68 et avenue de la Folle Chanson, 4
  - 1925 : rue Belliard, 197 (immeuble de tendance Art déco)
  - 1925 : cure paroissiale de Notre-Dame de l'Annonciation, rue Joseph Stallaert, 8-12
  - 1930 : pavillon du Venezuela aux expositions universelles d'Anvers et Liège
  - 1933 : rue Defacqz, 125-127
  - 1934 : Église Notre-Dame-de-l'Annonciation d'Ixelles, place Georges Brugmann
  - rue Edith Cavell, 10
- Fernand Lefever :
  - 1926 : avenue Seghers, 83
  - 1927 : avenue du Panthéon, 58
  - 1928 : avenue Seghers, 90
  - 1928 : avenue Seghers, 94
  - 1931 : avenue Seghers, 85
- Emiel Van Averbeke
  - 1931-1933 : piscine de la Veldstraat à Anvers

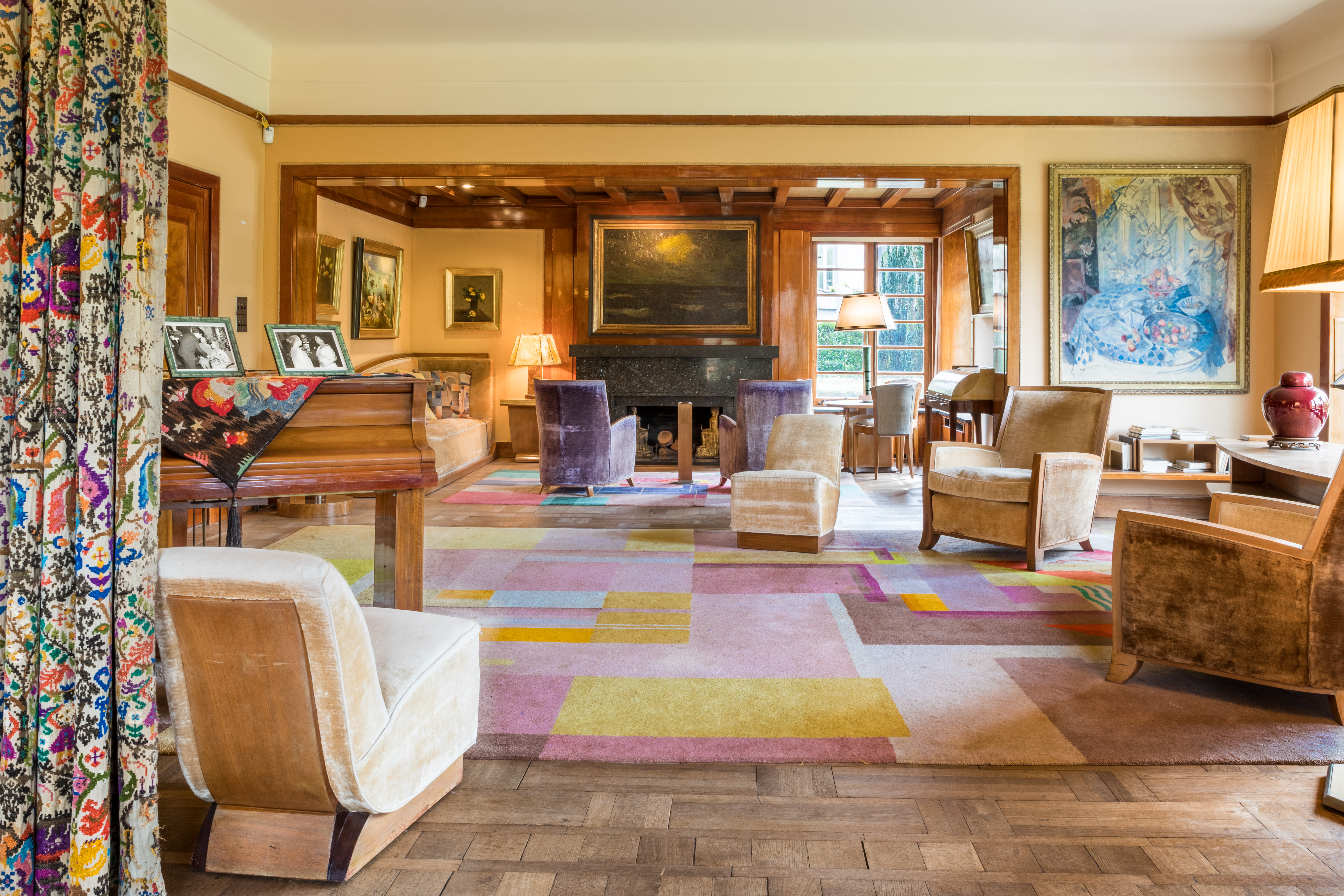
van Buuren Museum : Salons

## Réalisations Art déco d'architectes français
- G.J. Maugue :
  - 1927 : Banque Buurmans, rue Royale, 71